# 索斯諾夫卡區 (車里雅賓斯克州)

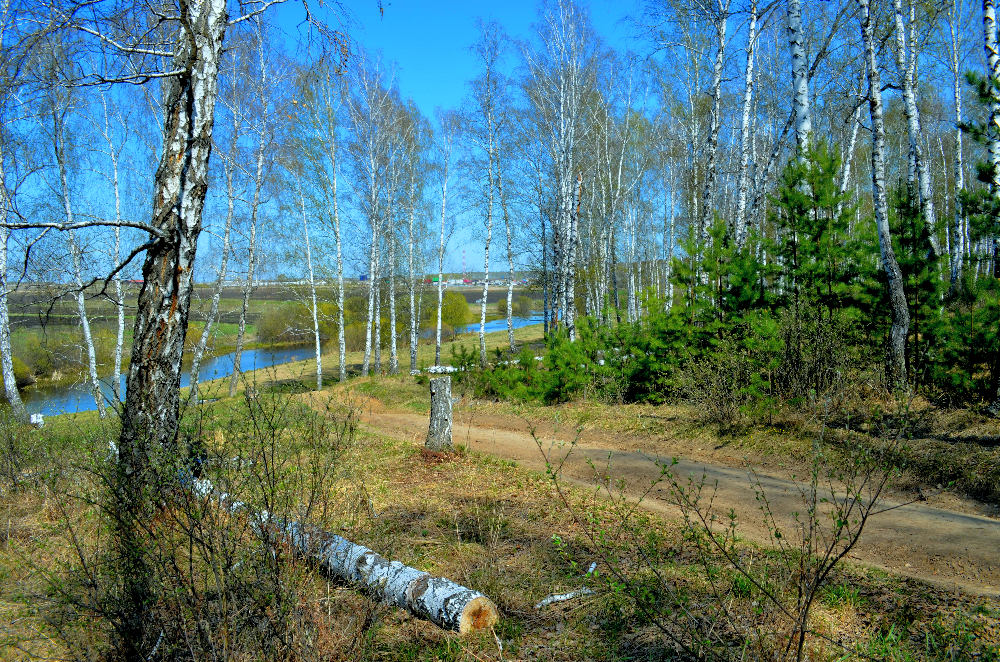

55°20′40″N 61°20′32″E / 55.34444°N 61.34222°E
索斯諾夫卡區（俄语：Сосновский район），是俄羅斯的一個區，位於該國西南部，由車里雅賓斯克州負責管轄，面積2,112平方公里，2010年人口60,941，人口密度每平方公里28.85人。